# Adolfo Rubio y Sánchez
Adolfo Rubio y Sánchez (c. 1838-1868) fue un pintor español.

## Biografía
Natural de Murcia, fue discípulo de la Sociedad Económica de su ciudad natal y de la Escuela de Bellas Artes de Madrid. La Diputación Provincial de Murcia le había concedido una pensión que no pudo disfrutar por sus dolencias para seguir sus estudios en el extranjero. En la Exposición Nacional de Bellas Artes celebrada en Madrid en 1864 presentó Un guarda descansando en un cañar y Una mujer descansando junto a la cuna de su hijo. En la Regional celebrada en Valencia en 1867 le fue adjudicada una medalla de plata por otro cuadro de costumbres, La partida de malilla, que Ossorio y Bernard considera que podría tratarse de su mejor obra. Igual distinción le fue concedida en 1868 en la Exposición de su ciudad natal por dicha obra, que se conservaba en el Museo Provincial. Otro lienzo del artista fue Los mosqueteros. Un biógrafo suyo, Baquero, citaba igualmente como obras suyas El juego de bolos, el de Caliche, Marcha y vuelta del quinto, Las lavanderas y la Casa pobre; las cuatro últimas, bocetos. Falleció a los treinta años, en enero de 1868.